# Georges Lisch
Pour les articles homonymes, voir Lisch.
 (mars 2013).
Si vous disposez d'ouvrages ou d'articles de référence ou si vous connaissez des sites web de qualité traitant du thème abordé ici, merci de compléter l'article en donnant les références utiles à sa vérifiabilité et en les liant à la section « Notes et références ».
Georges Lisch est un architecte français né à Bois-Guillaume (Seine-Maritime) le 2 juillet 1869 et décédé le 28 août 1960 à Paris,. Il est le fils de l'architecte Juste Lisch.

## Biographie
Georges Lisch suivit une formation d’architecte à l’École nationale supérieure des beaux-arts de Paris à la fin du XIXe siècle. Il travailla aux côtés de E. Moyeux et surtout aux côtés de son père, Juste Lisch (1828-1910), architecte rationaliste, auteur de la gare du Havre (1887), élève d’Henri Labrouste (1801-1875).
Georges Lisch travailla dans la même veine architecturale que son père, répondant aux commandes d’une clientèle privée et bourgeoise pour laquelle il intervint également dans des opérations de restauration. Il répondit également à plusieurs commandes officielles de bâtiments publics ou religieux. Son travail fut récompensé lors de l’Exposition universelle de 1900.
Sa carrière prend un nouveau tournant après la Grande Guerre. Il réalisa dans l'entre-deux-guerres, la Sucrerie d'Eppeville et la reconstruction du village de Béthancourt-en-Vaux (Aisne).
Georges Lisch a laissé de nombreux écrits notamment ceux de sa revue Architecture et de nombreux dessins qui témoignent d'un grand intérêt pour l'urbanisme anglo-saxon et le mouvement des cités-jardins dont il s'inspira dans ses réalisations.

## Œuvre
Parmi ses principales réalisations figurent : 
- l’église[Laquelle ?] de Flers (Orne) ;
- le musée[Lequel ?] d’Orléans ;
- la restauration du château de Vaux-le-Vicomte (Seine-et-Marne) ;
- la restauration du château d'Athis-Mons[6] (Essonne) ;
- la sucrerie d'Eppeville[7], dans la Somme fut sa seule réalisation industrielle. Pour ce chantier important, où il répondit aux défis techniques qui lui furent posés, l’architecte s’inspira nettement sur le plan formel, de la première gare ferroviaire du Havre, construite en 1887 par son père ;
- la reconstruction de Béthencourt-sur-Somme ;
- monument aux morts de Rouen, dans le cimetière Saint-Sever.